# Cosun Beet Company

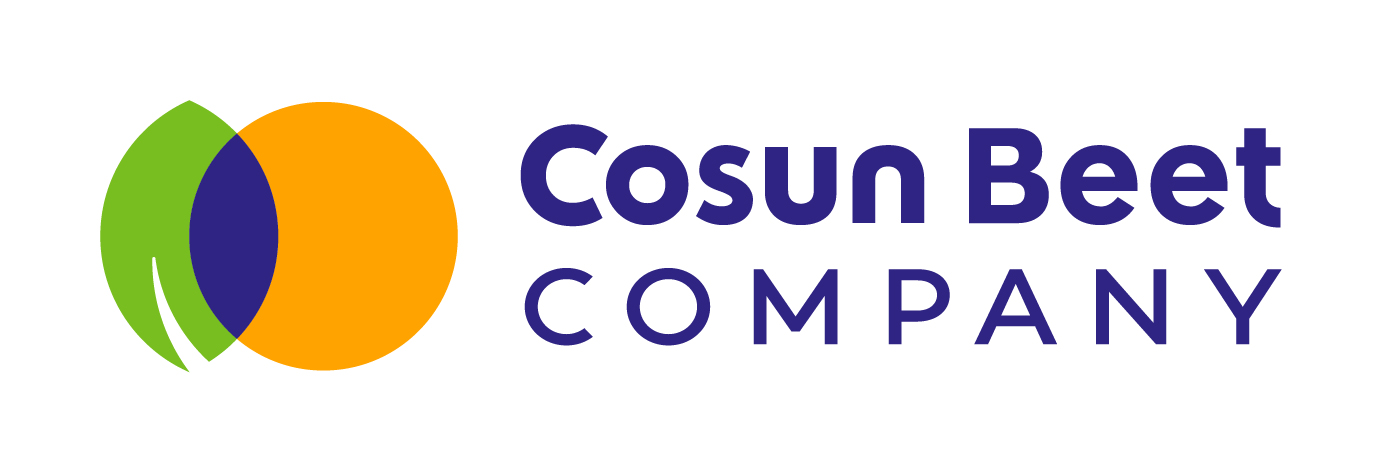
Logo Cosun Beet Company

Het van origine Nederlandse bedrijf Cosun Beet Company (voorheen Suiker Unie) is een producent van kristalsuiker. Cosun Beet Company maakt deel uit van Royal Cosun. In juli 2020 wijzigde Suiker Unie haar naam naar Cosun Beet Company.
Na de overnames van CSM Suiker BV (2007) en Danisco Sugar GmbH (2008) behoort de onderneming tot de top vijf van Europese bietsuikerproducenten.

## Geschiedenis
Het bedrijf is ontstaan door fusie van aanvankelijk drie en uiteindelijk zeven coöperatieve suikerfabrieken. De oudste van deze suikerfabrieken stond in Sas van Gent (de Eerste Nederlandsche Coöperatieve Beetwortelsuikerfabriek) en werd in 1899 opgericht door suikerbiettelers die ontevreden waren met prijsafspraken die door de particuliere suikerfabrikanten waren gemaakt over de bietenprijs. De tweede coöperatieve fabriek, te Dinteloord, ging in 1908 in productie en de derde, te Puttershoek, in 1913. De vierde startte in 1914 te Groningen, waarna Zevenbergen (1916), Roosendaal, en Bergen op Zoom volgden. De laatste twee waren overgenomen particuliere fabrieken en wel van de firma Ram respectievelijk de firma Wittouck. Aldus waren er in 1916 reeds zeven coöperatieve suikerfabrieken, naast een groot aantal particuliere. Deze laatsten fuseerden in 1919 tot de Centrale Suiker Maatschappij (CSM).

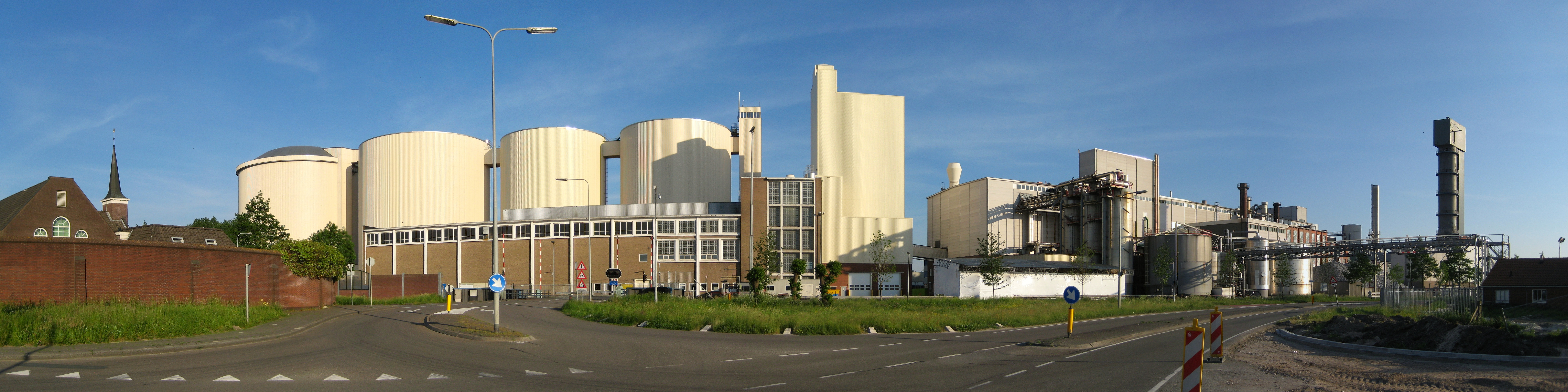
Fabriek van de Suiker Unie in Hoogkerk-Vierverlaten, Groningen (2012)

Bij de coöperatieve suikerfabrieken gingen ook stemmen op om te fuseren. In 1928 kwam de Vennootschap Dinteloord-Zevenbergen tot stand. De fabriek te Bergen op Zoom liquideerde in 1929. In 1947 gingen drie suikerfabrieken (Dinteloord, Zevenbergen en Roosendaal) gezamenlijk verder onder de naam Verenigde Coöperatieve Suikerfabrieken (VCS). In 1966 volgde eerst overeenstemming tussen VCS en Puttershoek; in 1970 kwamen ook Sas van Gent en Groningen erbij. In hetzelfde jaar volgde een fusie van alle coöperatieve suikerfabrieken onder de nieuwe naam Suiker Unie.
Vervolgens vonden tal van sluitingen en overnames plaats. Achtereenvolgens werden de fabrieken te Zevenbergen (1987), Sas van Gent (1990), Roosendaal (1996) en Puttershoek (2004) gesloten. Nadat in 2007 de CSM was overgenomen werd de Suiker Unie-fabriek te Groningen eveneens gesloten. Wat bleef waren de suikerfabrieken te Dinteloord en ex-CSM fabriek Hoogkerk. In 2009 werd van Nordzucker de vestiging in het Duitse Anklam overgenomen, met een quotum van 112.000 ton. In Anklam wordt naast suiker ook bio-ethanol geproduceerd. Het was voor Suiker Unie de eerste buitenlandse overname.
In 2021 werd Cosun Beet Company enige eigenaar van het internationale handelshuis Limako. Cosun had reeds 51% in handen en nam de resterende aandelen over van ED&F MAN. Limako werd in 1968 opgericht door de twee aandeelhouders als internationaal in- en verkoopkanaal van suiker.

## Suikerproductie

Het logo van de voormalige Suiker Unie

In 1996 werd de naam van de coöperatie veranderd in Cosun en in 1999 gewijzigd in Royal Cosun. De naam Suiker Unie werd gereserveerd voor het bedrijfsonderdeel dat verantwoordelijk is voor de suikerproductie.
Suiker Unie produceert, met suiker als grondstof, ook allerlei suikerspecialiteiten zoals klonten, basterdsuiker, poedersuiker en vloeibare suiker in de twee suikerspecialiteitenfabrieken te Puttershoek en Roosendaal.
Per jaar produceert Suiker Unie een miljoen ton suiker. Tijdens de productie van suiker ontstaan vier bijproducten:
- Bietenpulp, dit is het overblijvende deel van de suikerbiet waar niet langer op economische wijze suiker aan onttrokken kan worden. Het wordt gebruikt als grondstof voor veevoeder, met name in de rundveehouderij.
- Melasse, de bruine stroop waaruit geen suiker meer kan worden gewonnen. Het wordt gebruikt als grondstof in de fermentatie-industrie voor de productie van bakkersgist, citroenzuur, alcohol en dergelijke.
- Schuimaarde, ontstaat door kalk aan het bietensap toe te voegen om deze te zuiveren. Het kan worden gebruikt voor de bekalking van zure gronden en als grondstof voor dekaarde.
- Biogas, dat verkregen wordt door de vergisting van afval van het industriële proces.

De producten die Suiker Unie in Nederland onder de merknaam Van Gilse aan particulieren verkoopt, zijn onder andere suikerklontjes en stroop. Daarnaast levert het bedrijf ook aan de voedingsindustrie.

### Resultaten
De bietencampagnes van de Suiker Unie hebben het volgende beeld laten zien over de afgelopen jaren (zie onderstaande figuur). De sterke stijging van de bietenverwerking in 2007 ten opzichte van 2006 was het gevolg van de overname van CSM Suiker. Het suikergehalte van de bieten varieert vooral als gevolg van de weersomstandigheden gedurende het groeiseizoen. De winbaarheidsindex geeft aan dat ruim 90% van de aanwezige suiker aan de biet wordt onttrokken. De bietenprijs is een gemiddelde en geldt voor de zogenaamde quotumbieten, bij een gemiddelde winbaarheid en suikergehalte. Voor surplusbieten, veelal een beperkte hoeveelheid, wordt in het algemeen een lagere prijs betaald aan de telers; in 2010 was dit € 30,44 per ton. In 2007 daalde de bietenprijs fors ten opzichte van het jaar ervoor door de nieuwe marktordening voor suiker die medio 2006 van kracht was geworden.
De bietenoogst 2017 is op een recordniveau uitgekomen, mede door het wegvallen van de EU-suikerquotering per oktober 2017. In dit jaar bedroeg de suikeropbrengst per hectare (ha) 15,5 ton; dit correspondeerde met een opbrengst van circa € 4000 per ha voor de teler. In 2018 leed de sector onder het droge weer en de bietenoogst viel fors terug. De suikerprijs stond fors onder druk op de wereldmarkt en noteerde nooit zo laag over de afgelopen periode van 10 jaar.
| Jaar | Bieten verwerkt (×1000 ton) | Suikergehalte bieten | Winbaarheid (index) | Suikerproductie (×1000 ton) | Campagneduur (in dagen) | Quotumprijs bieten (in € per ton) | Opbrengst (in € per ha) |
| ---- | --------------------------- | -------------------- | ------------------- | --------------------------- | ----------------------- | --------------------------------- | ----------------------- |
| 2006 | 3468                        | 16,4%                | -                   | 537                         | -                       | 49,05                             | -                       |
| 2007 | 5266                        | 17,4%                | 91,1                | 853                         | -                       | 41,31                             | -                       |
| 2008 | 5200                        | 17,2%                | 91,2                | 861                         | -                       | 39,44                             | 2902                    |
| 2009 | 5730                        | 17,7%                | 91,8                | 992                         | 141                     | 43,00                             | 3252                    |
| 2010 | 5273                        | 16,8%                | 91,1                | 873                         | 125                     | 43,00                             | 3082                    |
| 2011 | 5845                        | 17,0%                | 91,7                | 999                         | 130                     | 55,69                             | 4038                    |
| 2012 | 5772                        | 17,1%                | 91,4                | 969                         | 120                     | 68,80                             | 4871                    |
| 2013 | 5734                        | 16,8%                | 91,1                | 948                         | 121                     | 67,26                             | 4917                    |
| 2014 | 6866                        | 16,7%                | 91,2                | 1125                        | 135                     | 50,18                             | 4354                    |
| 2015 | 4878                        | 16,7%                | 90,9                | 790                         | 99                      | 43,01                             | 3301                    |
| 2016 | 5577                        | 17,1%                | 90,9                | 934                         | 109                     | 44,15                             | 3317                    |
| 2017 | 8043                        | 16,6%                | 90,9                | 1329                        | 150                     | 45,62                             | 4007                    |
| 2018 | 6556                        | 17,4%                | 89,9                | 1103                        | 120                     | 35,59                             | 2666                    |
| 2019 | 6777                        | 16,3%                | 89,6                | 1094                        | -                       | 36,05                             | 2930                    |
| 2020 | 6840                        | 16,1%                | 89,4                | 1089                        | -                       | 35,58                             | 2901                    |
| 2021 | 6797                        | 16,7%                | 90,7                | 1137                        | -                       | 38,91                             | 3129                    |
| 2022 | 7398                        | 16,5%                | 90,4                | 1120                        | -                       | 65,18                             | 5483                    |
| 2023 | 7280                        | 15,6%                | 89,9                | 1130                        | -                       | 67,09                             | 5891                    |